# Митчелл, Джонатан
Джонатан Митчелл (англ. Jonathan Mitchell, р. 7 сентября 1955 года) — американский писатель и активист за права людей с аутизмом.

## Биография
Митчелл родился в 1955 году в Калифорнии. В 12 лет ему диагнозирован аутизмом, и написал его первые рассказы в 1993 году. В 2013 был изданный роман «The Mu Rhythm Bluff», про аутичный покерист под названием Дрэйк Дюма.
Британский автор Лоуренс Осборн сказал в его роман «American Normal: The Hidden World of Autism and Asperger’s Syndrome», что Митчелл — американский аналог британский аутичный автор и поэт Дэвид Медяник.